# Fachbodenregal

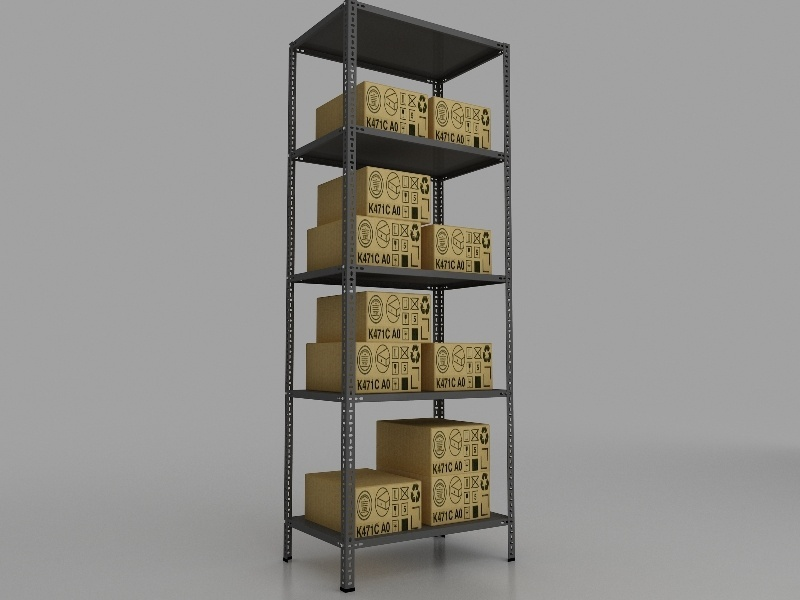
Fachbodenregal mit Paketen …

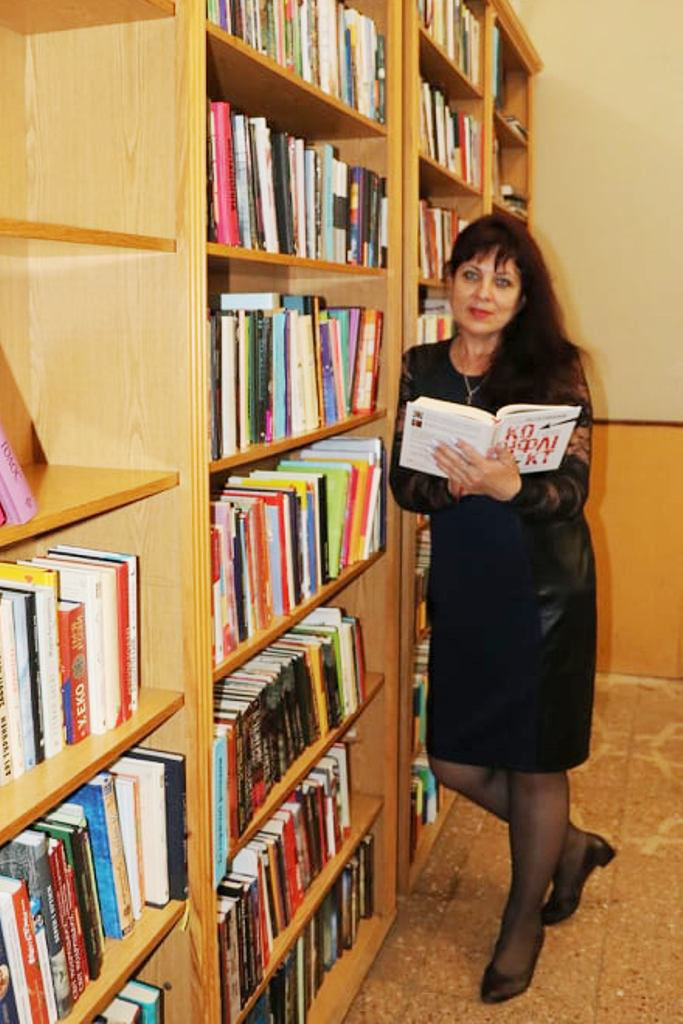
… oder mit Büchern

Ein Fachbodenregal ist ein Regal, bei dem die jeweilige Lagerung auf so genannten Fachböden erfolgt. Den Namen bezieht dieser älteste aller Regaltypen somit von seinem Lastaufnahmemittel, dem Fachboden. Fachbodenregale bestehen i. d. R. aus serienmäßig hergestellten Bauteilen wie Regalstützen, tragenden Seitenwänden, Fachböden, Versteifungselementen usw.
Fachbodenregale werden in erster Linie dort eingesetzt, wo die Bedienung manuell erfolgt. Daraus resultiert eine Standardhöhe von circa zwei Metern. Zunächst konnte durch Einsatz von Leitern diese Höhe auf circa drei Meter erhöht werden. Wenn die Raumhöhe es zulässt, werden mehrere circa zwei Meter hohe Regaleinheiten zu Geschossanlagen übereinander gesetzt.
Durch moderne technische Geräte (Regalbediengeräte, Kommissioniergeräte u. ä.) können Fachbodenregale heute auch über 15 Meter hoch sein. Die Bedienung kann dann auch noch manuell vom Gerät aus erfolgen.
Fachbodenregale gehören zu den am weit verbreitetsten Lagersystemen für Kommissionieraufgaben. Sie sind in allen Bereichen von Wirtschaft, Handel und Verwaltung bis hin zum Einsatz im privaten Haushalt und Keller eingesetzt. Der bevorzugte Werkstoff für die Regalbauteile ist Stahl.